# Журун Олександр Олександрович
Олександр Олександрович Журун (рос. Александр Александрович Журун; 8 березня 1985, м. Тюмень, СРСР) — російський хокеїст, нападник. Виступає за  у Вищій хокейній лізі. 
Виступав за «Молот-Прикам'я» (Перм), ХК МВД, «Автомобіліст» (Єкатеринбург), «Рубін» (Тюмень), «Югра» (Ханти-Мансійськ), «Донбас» (Донецьк), «Рубін» (Тюмень), «Кубань» (Краснодар), «Дизель» (Пенза), «Бейбарис» (Атирау).
Досягнення
- Чемпіон Вищої хокейної ліги (2004, 2009)
- Чемпіон ВХЛ (2011).
- Чемпіон України 2016.